# Coppa Italia 2005-2006 (rugby a 15)
La Coppa Italia 2005-06 fu la 18ª edizione della Coppa Italia di rugby a 15. Per esigenze di sponsorizzazione fu nota come Škoda Cup 2005-06 grazie all'accordo commerciale siglato nel 2002 tra Lega Italiana Rugby d'Eccellenza, organizzatrice del torneo, e il marchio automobilistico Škoda.
Si tenne tra il 18 novembre 2005 e il 12 marzo 2006 e vide protagoniste le 10 squadre del massimo campionato nazionale, il Super 10.
A vincere la coppa fu il Parma, alla sua prima affermazione nel torneo, che batté in finale il Rovigo.

## Formula
Le dieci squadre furono ripartite in tre gironi in base al piazzamento di ciascuna di esse in classifica al termine del girone d'andata del campionato; un girone fu composto di 4 squadre e gli altri due da tre.
Ai fini della composizione degli accoppiamenti di semifinale, si qualificarono le prime due del girone da quattro e la prima di ogni girone da tre; ad ospitare la finale fu destinato per la terza volta consecutiva lo stadio stadio Armando Picchi di Jesolo.

## Squadre partecipanti
| Girone A           | Girone B      | Girone C   |
| ------------------ | ------------- | ---------- |
| Amatori Catania    | Calvisano     | GRAN Parma |
| Benetton (Treviso) | L’Aquila      | Parma      |
| Petrarca (Padova)  | Veneziamestre | Rovigo     |
|                    |               | Viadana    |

## Fase a gironi

### Girone A
| Data             | Incontro                   | Risultato |
| ---------------- | -------------------------- | --------- |
| 20 novembre 2005 | Benetton — Amatori Catania | 33-14     |
| 23 novembre 2005 | Petrarca — Benetton        | 5-34      |
| 19 febbraio 2006 | Amatori Catania — Petrarca | 20-24     |

#### Classifica
|  |    | Squadra         | G | V | N | P | PF | PS | P±  | B | Pt |
|  | -- | --------------- | - | - | - | - | -- | -- | --- | - | -- |
|  | 1. | Benetton        | 2 | 2 | 0 | 0 | 67 | 19 | 48  | 2 | 10 |
|  | 2. | Petrarca        | 2 | 1 | 0 | 1 | 29 | 54 | −25 | 0 | 4  |
|  | 3. | Amatori Catania | 2 | 0 | 0 | 2 | 34 | 57 | −23 | 1 | 1  |

### Girone B
| Data             | Incontro                  | Risultato |
| ---------------- | ------------------------- | --------- |
| 20 novembre 2005 | Calvisano — L'Aquila      | 21-16     |
| 25 novembre 2005 | Veneziamestre — Calvisano | 13-24     |
| 19 febbraio 2006 | L'Aquila — Veneziamestre  | 27-15     |

#### Classifica
|  |    | Squadra       | G | V | N | P | PF | PS | P±  | B | Pt |
|  | -- | ------------- | - | - | - | - | -- | -- | --- | - | -- |
|  | 1. | Calvisano     | 2 | 2 | 0 | 0 | 45 | 29 | 16  | 0 | 8  |
|  | 2. | L’Aquila      | 2 | 1 | 0 | 1 | 43 | 36 | 7   | 2 | 6  |
|  | 3. | Veneziamestre | 2 | 0 | 0 | 2 | 28 | 51 | −23 | 0 | 0  |

### Girone C
| Data             | Incontro             | Risultato |
| ---------------- | -------------------- | --------- |
| 18 novembre 2005 | Rovigo — Parma       | 20-33     |
| 20 novembre 2005 | GRAN Parma — Viadana | 43-41     |
| 27 novembre 2005 | Viadana — Parma      | 29-11     |
| 27 novembre 2005 | Rovigo — GRAN Parma  | 35-33     |
| 18 febbraio 2006 | Parma — GRAN Parma   | 54-10     |
| 19 febbraio 2006 | Viadana — Rovigo     | 8-12      |

#### Classifica
|  |    | Squadra    | G | V | N | P | PF | PS  | P±  | B | Pt |
|  | -- | ---------- | - | - | - | - | -- | --- | --- | - | -- |
|  | 1. | Parma      | 3 | 2 | 0 | 1 | 98 | 59  | 39  | 2 | 10 |
|  | 2. | Rovigo     | 3 | 2 | 0 | 1 | 67 | 76  | −9  | 1 | 9  |
|  | 3. | Viadana    | 3 | 1 | 0 | 2 | 78 | 66  | 12  | 4 | 8  |
|  | 4. | GRAN Parma | 3 | 1 | 0 | 2 | 86 | 130 | −44 | 2 | 6  |

## Play-off
|  | Semifinali | Semifinali | Semifinali |        |       | Finale | Finale | Finale |  |
|  |            |            |            |        |       |        |        |        |  |
|  | 1C         | Parma      | 37         |        |       |        |        |        |  |
|  | 1C         | Parma      | 37         |        |       |        |        |        |  |
|  | 1A         | Benetton   | 16         |        |       |        |        |        |  |
|  | 1A         | Benetton   | 16         |        | Parma | Parma  | 28     |        |  |
|  |            |            |            |        | Parma | Parma  | 28     |        |  |
|  |            |            | Rovigo     | Rovigo | 13    |        |        |        |  |
|  | 1B         | Calvisano  | Rovigo     | Rovigo | 13    | 13     |        |        |  |
|  | 1B         | Calvisano  |            |        |       |        |        |        |  |
|  | 2C         | Rovigo     | 19         |        |       |        |        |        |  |

### Semifinali
| Arbitro: | Mauro Dordolo (Udine) |

|                                                    |      |                      |
| Mazzariol 2’ Pellicena 33’ Tuqiri 56’ Busato 80+5’ | mt   | 50’ Legg             |
| Mazzariol 2’, 33’, 56’, 80+5’                      | tr   | 50’ Marcato          |
| Mazzariol 12’, 53’, 65’                            | c.p. | 9’, 37’, 40’ Marcato |

| Arbitro: | Stefano Mancini (Frascati) |

|                        |      |                          |
| Kruger 19’             | mt   | 46’ Săuan 57’ Sclosa     |
| Kruger 19’             | tr   |                          |
| Raineri 29’ Kruger 52’ | c.p. | 10’, 41’, 63’ Scanavacca |

### Finale
| Arbitro: | Giulio De Santis (Roma) |

| |              | |
| Chillon 5’ | mt           | 61’ Padró |
| Mazzariol 5’ | tr           | 61’ Scanavacca |
| Mazzariol 9’, 21’, 31’, 40’, 43’, 65’, 79’ | c.p.         | 29’ Scanavacca |
| | drop         | 33’ Scanavacca |
| · Tuqiri · 75’ A. Orsi · 79’ Chillon · Tuipulotu · 70’-80’ Mazzucato · Mazzariol · 79’ Pellicena · 66’ M. Barbieri · Busato · 66’ Staibano · 79’ Giacon · Gumiero · 72’ Pascu · 60’-70’ Sciarretta · R. Barbieri | Formazioni   | · Săuan · Di Maura 41’ · Salvan · Leaega · Dolcetto · Scanavacca · Queirolo · Gasparini 41’, 80’ 73’ · De Bellis · Rondinelli 41’ · Reato · Badocchi 41’ · Motu · Barion · Padró |
| · 66’ Fontana · 41’ Coletti · 79’ Minello · 72’ Soffredini · 79’ Frati · 79’ Canale · 75’ Ghidini | Sostituzioni | · Sclosa 41’ 70’ · Damiano 41’ · Oliviero 41’ 73’-80’ · Melotto 41’ |
| Alessandro Ghini | Allenatori   | Alejandro Canale |